# Фурсов, Олег Борисович
Фурсов Олег Борисович (род. 4 ноября 1965, Ульяновск, РСФСР, СССР) — глава городского округа Самара в 2015—2017 годах.
С октября 2020 года первый заместитель председателя правительства Республики Ингушетия.

## Биография
В 1989 году окончил «Куйбышевский Ордена Трудового Красного Знамени авиационный институт им. Академика С. П. Королева» (ныне Самарский университет) по специальности «инженер-математик».
В 1989—1992 годах инженер научно-исследовательской лаборатории, секретарь комитета комсомола ВЛКСМ, председатель федерации студенческой молодежи «Куйбышевского Ордена Трудового Красного Знамени авиационного института им. Академика С. П. Королева».
В 1992—1998 годах руководитель Комитета по делам молодёжи Администрации города Самара.
В 1998—1999 годах начальник отдела инвестиционной компании ООО ИК «Аркада».
В 1999—2005 годах начальник отдела по взаимодействию с общественными организациями, по делам национальностей и религиозным конфессиям, руководитель департамента по делам молодежи Администрации Самарской области.
В 2005—2008 годах руководитель департамента управления делами Губернатора Самарской области и Правительства Самарской области.
В 2008—2009 годах первый заместитель генерального директора ремонтно-строительного объединения ЗАО РСО «Прогресс-А».
В 2009—2012 годах руководитель департамента труда и занятости населения Министерства труда, занятости и миграционной политики Правительства Самарской области.
В 2012—2014 годах министр труда, занятости и миграционной политики Правительства Самарской области.
16 декабря 2014 года конкурсной комиссией под председательством губернатора Н. И. Меркушкина избран Главой Администрации городского округа Самара, разделив полномочия с Главой городского округа Самары Александром Фетисовым. 13 октября 2015 года большинством голосов депутатов Самарской городской думы, избран Главой городского округа Самара.
В 2017 году по требованию прокуратуры отправлен городской думой в отставку с должности главы города Самары.
В 2018 году участвовал в конкурсе на должность руководителя самарского филиала Фонда социального страхования, не прошел.
В 2020 году принял участие в конкурсе «Лидеры России Политика», указав место работы консультанта GR ООО «Самараспортстрой».
С октября 2020 года назначен первым заместителем председателя правительства Республики Ингушетия В. В. Сластенина.

## Глава Самары
В период правления Олега Фурсова муниципальное пассажирское автотранспортное предприятие МП «Пассажиравтотранс», осуществляющая городские пассажирские перевозки Самары, накопила 600 млн.рублей долга и 4 апреля 2019 года была признана банкротом.
В 2015 году в условиях экономического кризиса широко и дважды отметил свои юбилейные 50 лет, на которых был собран городской бизнес бомонд. По информации депутата ГД Александра Хинштейн, банкеты обошлись порядка в 10 млн рублей. Используя служебное положение, часть оплаты которых осуществлялось из средств городского бюджета, выписанная под детский утренник. Дорогие караваны подарков от гостей, в нарушении ст. 575 Гражданского кодекса РФ превышали три тысячи рублей. Информация вызвала широкий общественный резонанс в федеральных СМИ, УМВД России по Самарской области завело уголовное дело, которое вскоре было прекращено.
В апреле 2017 года на посту Главы городского округа Самара, по инициативе Н.И Меркушкина совместно Думой города Самара под председательством Галины Андриановой, увеличил армию чиновников, введя должность управляющих микрорайонов, назначив 355 управляющих, с ежемесячным окладом 35 тысяч рублей каждому. Расходы городского бюджета составили 17,5 млн.рублей в месяц и 129,4 млн.рублей в год. Депутат областного парламента Михаил Матвеев высказал критику в раздутии штата чиновников, дублирующих работу ТОСов.
В 2017 году с одобрения Олега Фурсова шесть управляющих компаний Самары: крупнейшая в городе ООО «Жилищно-коммунальная система» (в прошлом ЗАО «ПТС-Сервис»), её тёзку — ООО «ЖКС», ООО «Жилищник», ООО "УО «Коммунальник», ООО «УЖКК» и ООО «Куйбышевский ПЖРТ» скупила московская инвестиционная группа АО «Домком Инвест». Которая обещала властям миллиардные инвестиции в местное ЖКХ. Однако в начале 2018 года было возбуждено уголовное дело по ст. 159 УК мошенничество. Новый московский собственник вывел деньги из принадлежащих ему управляющих компаний.

## Скандалы
В 2015 году в условиях кризиса широко и дважды отметил свои юбилейные 50 лет, на которых был собран городской бизнес бомонд. По информации депутата ГД Александра Хинштейн, банкеты обошлись порядка в 10 млн рублей. Используя служебное положение, часть оплаты которых осуществлялось из средств городского бюджета, выписанная под детский утренник. Дорогие караваны подарков от гостей, в нарушении ст. 575 Гражданского кодекса РФ превышали три тысячи рублей. Информация вызвала широкий общественный резонанс в федеральных СМИ, УМВД России по Самарской области завело уголовное дело, которое вскоре было прекращено.
В 2017 году по требованию прокуратуры, отправлен городской думой в отставку.

## Семья
Супруга Фурсова Ольга Павловна — заместитель министра, руководитель департамента занятости, миграционной политики и социальных выплат, руководитель управления миграционной политики и комплексных программ занятости Министерства труда, занятости и миграционной политики Самарской области. Сын Константин Фурсов — учился дублинском университете (Ирландия), после окончания принят на работу в городской центр занятости Самары (ГКУСО «ЦЗН г.о. Самара»).